# دوري السنغال الممتاز
الدوري السنغالي الأول لكرة القدم هي مسابقة كرة القدم بين أندية السنغال .
البطل الحالي هو أسي بيكين.